# AB Argir/B36 Tórshavn
AB Argir/B36 Tórshavn war ein färöischer Frauenfußballverein, welcher 2015 aus dem Zusammenschluss von AB Argir und B36 Tórshavn bestand.

## Geschichte
Nachdem B36 Tórshavn und AB Argir in der Saison 2014 nur den vorletzten und letzten Platz belegten, wurde beschlossen, die Kräfte der Region zu bündeln. Im Pokal schied die Mannschaft gegen ÍF/Víkingur in der Qualifikationsrunde nach Elfmeterschießen aus. In der Liga reichte es nur zum letzten Platz und einem Punktgewinn im Heimspiel gegen ÍF/Víkingur, anschließend wurde die Fusion wieder aufgelöst.

## Trainer
Aleksandar Đorđević (2015)

## Bekannte Spielerinnen
Aufgelistet sind alle Spielerinnen, die Spiele für die Nationalmannschaft absolviert haben.
- Valgerð Andreasen (2015)
- Elsa Splidt Jacobsen (2015)
- Ásla Johannesen (2015)
- Rakul Maria Johannesen (2015)
- Bjarta O. Johansen (2015)
- Hellen Simonsen (2015)

## Erfolge/Rekorde
- Erstligateilnahmen: 2015
- Beste Ligaplatzierung: 5. Platz (2015)
- Höchste Heimniederlage: 0:7 gegen KÍ Klaksvík (16. April 2015), 2:9 gegen HB Tórshavn (27. September 2015)
- Höchste Auswärtsniederlage: 1:10 gegen KÍ Klaksvík (16. April 2015)
- Torreichstes Spiel: KÍ Klaksvík–AB Argir/B36 Tórshavn 10:1 (16. April 2015), AB Argir/B36 Tórshavn–HB Tórshavn 2:9 (27. September 2015)
- Ewige Tabelle: 28. Platz